# Saint-Éloy-de-Gy
Saint-Éloy-de-Gy är en kommun i departementet Cher i regionen Centre-Val de Loire i de centrala delarna av Frankrike. Kommunen ligger  i kantonen Saint-Martin-d'Auxigny som tillhör arrondissementet Bourges. År 2022 hade Saint-Éloy-de-Gy 1 569 invånare.

## Befolkningsutveckling
Antalet invånare i kommunen Saint-Éloy-de-Gy
Referens:INSEE